# Uitdovingswet
De Uitdovingswet van 1929 maakte een einde aan de Belgische strafwetten die na de Eerste Wereldoorlog vanwege collaboratie met de vijand waren toegepast evenals aan de uitvoering van de uitgesproken straffen.

## Geschiedenis
Op 19 januari 1929 werd de wet uitgevaardigd waarbij werd verklaard dat de straffen die waren uitgesproken vanwege collaboratie tijdens de Eerste Wereldoorlog, onherroepelijk bleven, maar tegelijk vervallen waren.
De wet had betrekking op politieke en op sommige militaire misdrijven, niet op criminele misdaden. Alle processen die nog lopende waren werden stopgezet en er werden geen nieuwe meer aangevat. Er was nog maar één veroordeelde meer die in de gevangenis zat en dat was August Borms, die onmiddellijk vrijkwam. De veroordeelden tot minder dan tien jaar gevangenisstraaf, al dan niet bij verstek, konden rehabilitatie aanvragen en hun burgerrechten terugkrijgen. Wie na de oorlog naar het buitenland was gevlucht, kon ongehinderd terugkeren.
De 'uitdoving' betekende echter geen amnestie: de veroordelingen bleven op het strafblad van de personen in kwestie raadpleegbaar.
De negatieve reacties tegen de uitdovingswet bleven in vaderlandslievende milieus bestaan tot aan de Tweede Wereldoorlog.